# Tomáš Necid
Tomáš Necid (ur. 13 sierpnia 1989 w Pradze) – czeski piłkarz występujący na pozycji napastnika w klubie Viktoria Žižkov oraz w reprezentacji Czech. Uczestnik Mistrzostw Europy 2012 i 2016.

## Kariera klubowa
Tomáš Necid zawodową karierę rozpoczynał w 2006 roku w Slavii Praga. W jej barwach zadebiutował we wrześniu tego samego roku, natomiast pierwszego gola w Gambrinus lidze strzelił jeszcze w październiku. W sezonie 2007/2008 Necid zadebiutował w Champions League, a w drugiej części rozgrywek został wypożyczony do drużyny FK Baumit Jablonec. Zdobył dla niej pięć bramek w trzynastu ligowych pojedynkach, a po zakończeniu sezonu zadeklarował chęć gry dla Slavii.
3 sierpnia 2008 roku, w pierwszym spotkaniu po powrocie do Pragi czeski napastnik wpisał się na listę strzelców w przegranym 2:1 pojedynku ze Slovanem Liberec. 15 września strzelając dwa gole zapewnił swojemu zespołowi zwycięstwo 2:0 z klubem FK Jablonec, natomiast 2 listopada zdobył dwie bramki dla Slavii w zwycięskim 2:1 meczu przeciwko 1. FC Brno. Necid stał się najlepszym strzelcem Gambrinus ligi, natomiast w styczniu 2009 roku odszedł do rosyjskiego CSKA Moskwa. W rosyjskiej Premier Lidze zadebiutował 15 marca w wygranym 3:0 wyjazdowym pojedynku z Saturnem Ramienskoje. W lipcu 2013 został wypożyczony na rok do PAOKU Saloniki. W 2014 roku najpierw wypożyczono go do Slavii Praga, a następnie do PEC Zwolle. W 2015 przeszedł do Bursasporu. 30 stycznia 2017 został wypożyczony na pół roku do Legii Warszawa.
W Ekstraklasie zadebiutował 11 lutego 2017 w meczu z Arką Gdynia (1:0) i zanotował asystę przy zwycięskiej bramce Tomasza Jodłowca. Swoją pierwszą bramkę w Ekstraklasie zdobył 22 kwietnia 2017 w meczu 30. kolejki. Była to bramka ustalająca wynik spotkania w wyjazdowym meczu z Cracovią na 2:1 dla Legii.
Po powrocie do Bursasporu, został od razu wypożyczony do Slavii Praga.

## Kariera reprezentacyjna
Necid ma za sobą występy w młodzieżowych reprezentacjach Czech. Na Mistrzostwach Europy U-17 w 2006 roku razem z drużyną narodową wywalczył srebrny medal, a sam z pięcioma golami na koncie wspólnie z Bojanem Krkicem oraz Manuelem Fischerem został królem strzelców turnieju. Następnie Necid zaliczając cztery trafienia w czterech pojedynkach został najlepszym strzelcem Mistrzostw Europy U-19 w 2008 roku. Był również członkiem kadry do lat dwudziestu, z którą miał wystąpić na Mistrzostwach Świata U-20 w 2009 roku, jednak został przeniesiony do reprezentacji U-21.
W seniorskiej reprezentacji Czech Necid zadebiutował 19 listopada 2008 roku w wygranym pojedynku z San Marino. W spotkaniu tym Necid strzelił ostatniego gola dla swojego zespołu i ustalił wynik meczu na 3:0.

## Sukcesy

### Slavia Praga
- Mistrzostwo Czech: 2007/2008, 2008/2009
- Puchar Czech: 2017/2018

### CSKA Moskwa
- Mistrzostwo Rosji: 2012/2013
- Puchar Rosji: 2008/2009, 2010/2011, 2012/2013
- Superpuchar Rosji: 2009

### Legia Warszawa
- Mistrzostwo Polski: 2016/2017